# Камень (Пинский район)
Камень (белор. Камень) — деревня в Пинском районе Брестской области Белоруссии. Административный центр Загородского сельсовета. Население — 681 человек (2019). 

## География
Деревня расположена в 30 км к северо-востоку от центра Пинска на границе с Лунинецким районом. Камень находится у северо-восточной оконечности водохранилища Погост на реке Бобрик. Через деревню проходит местная дорога Доброславка — Бокиничи, соединяющая шоссе М10 и Р105. Западней Камня находятся деревни Погост-Загородский и Ботово, северней — Борки, южнее — Вяз.

## Культура
- Музей развития образования Пинского района ГУО «Погост-Загородская средняя школа имени славянских просветителей Кирилла и Мефодия»

## Достопримечательности
- Церковь св. Николая. Построена из дерева в середине XIX века. Памятник деревянного зодчества[3].
- Восемь археологических стоянок разных эпох в окрестностях деревни. Две из них включены в Государственный список историко-культурных ценностей Республики Беларусь[4].
- Деревянная придорожная часовня, вероятно начала XX века.